# NGC 930
NGC 930 is een niet-bestaand object in het sterrenbeeld Ram. Het wordt als niet bestaand object geclassificeerd, omdat dit in 1872 door Ralph Copeland ontdekte object geen zelfstandig object blijkt te zijn, maar een knoop in een van de spiraalarmen van NGC 932.